# Сегет-Враниця
Сегет-Враниця (хорв. Seget Vranjica) — населений пункт у Хорватії, в Сплітсько-Далматинській жупанії у складі громади Сегет.

## Населення
Населення за даними перепису 2011 року становило 1 027 осіб.
Динаміка чисельності населення поселення:

## Клімат
Середня річна температура становить 16,26 °C, середня максимальна – 28,67 °C, а середня мінімальна – 4,43 °C. Середня річна кількість опадів – 717 мм.
| Клімат поселення                              | Клімат поселення | Клімат поселення | Клімат поселення | Клімат поселення | Клімат поселення | Клімат поселення | Клімат поселення | Клімат поселення | Клімат поселення | Клімат поселення | Клімат поселення | Клімат поселення | Клімат поселення |
| Показник                                      | Січ.             | Лют.             | Бер.             | Квіт.            | Трав.            | Черв.            | Лип.             | Серп.            | Вер.             | Жовт.            | Лист.            | Груд.            |                  |
| Середній максимум, °C                         | 12,70            | 12,67            | 14,87            | 17,90            | 22,87            | 26,73            | 28,67            | 28,50            | 24,53            | 20,37            | 15,63            | 12,93            |                  |
| Середня температура, °C                       | 8,60             | 8,53             | 10,73            | 13,77            | 18,73            | 22,63            | 25,53            | 25,40            | 21,40            | 17,30            | 12,53            | 9,83             |                  |
| Середній мінімум, °C                          | 4,43             | 4,47             | 6,60             | 9,70             | 14,63            | 18,53            | 22,47            | 22,30            | 18,33            | 14,20            | 9,43             | 6,73             |                  |
| Норма опадів, мм                              | 66               | 56               | 62               | 62               | 48               | 43               | 26               | 41               | 66               | 76               | 92               | 79               |                  |
| Середньомісячна швидкість вітру, м/с          | 3.30             | 3.47             | 3.57             | 3.30             | 2.90             | 2.67             | 2.70             | 2.60             | 2.87             | 3.00             | 3.70             | 3.57             |                  |
| Середньомісячна сонячна радіація, кДж/м²·день | 5521             | 8227             | 11969            | 16637            | 20803            | 23490            | 24952            | 21975            | 16223            | 10589            | 5964             | 4649             |                  |
| --------------------------------------------- | ---------------- | ---------------- | ---------------- | ---------------- | ---------------- | ---------------- | ---------------- | ---------------- | ---------------- | ---------------- | ---------------- | ---------------- | ---------------- |
| Джерело:                                      |                  |                  |                  |                  |                  |                  |                  |                  |                  |                  |                  |                  |                  |